# Championnat d'Europe de football des moins de 17 ans 2012
Cet article traite de l'épreuve masculine. Pour la compétition féminine, voir Championnat d'Europe de football féminin des moins de 17 ans 2012.
Navigation
Euro 2011 Euro 2013
Le championnat d'Europe de football des moins de 17 ans 2012 est la onzième édition de la nouvelle formule du Championnat d'Europe de football des moins de 17 ans, compétition organisée par l'Union des associations européennes de football et rassemblant les huit meilleures nations européennes. Il se déroule en Slovénie du 4 au 16 mai 2012.
Les joueurs nés après le 1er janvier 1995 peuvent participer.
Pour la deuxième fois consécutive, les Pays-Bas battent l'Allemagne en finale du tournoi, à l'issue d'une séance de tirs au but.

## Stades et villes sélectionnés
Pour ce championnat d'Europe de football des moins de 17 ans, la Slovénie présente quatre stades dont le plus grand du pays, le Stadion Stožice de Ljubljana.
| \| Ljubljana Maribor Domžale Lendava \| Localisation des stades slovènes. |
| Ljubljana Maribor Domžale Lendava                                         |

| Ville                 | Ljubljana                     | Maribor                           | Domžale                      | Lendava                          |
| --------------------- | ----------------------------- | --------------------------------- | ---------------------------- | -------------------------------- |
| Nom du stade Capacité | Stadion Stožice 15 799 places | Stadion Ljudski vrt 12 437 places | Stadion Domžale 2 813 places | Lendava Sports Park 2 020 places |
|                       |                               |                                   |                              |                                  |

## Équipes qualifiées pour le tournoi final
- Allemagne
- Belgique[Note 1]
- France
- Géorgie
- Islande
- Pays-Bas (tenante du titre)
- Pologne
- Slovénie (qualifiée en tant que pays hôte)

## Phase de groupes
Le tirage au sort des groupes a lieu le 4 avril à 16 heures (HEC) à Ljubljana, en présence des internationaux slovènes et ambassadeurs du tournoi Sašo Udovič et Marko Simeunovič.

### Groupe A
Les matches ont lieu à Ljubljana et Domžale les 4, 7 et 10 mai.
| Rang | Équipe    | Pts | J | G | N | P | Bp | Bc | Diff |  | Résultats (▼ dom., ► ext.) |     |     |     |     |
| ---- | --------- | --- | - | - | - | - | -- | -- | ---- |  | -------------------------- | --- | --- | --- | --- |
| 1    | Allemagne | 9   | 3 | 3 | 0 | 0 | 5  | 0  | +5   |  | Allemagne                  |     |     | 3-0 |     |
| 2    | Géorgie   | 4   | 3 | 1 | 1 | 1 | 2  | 2  | 0    |  | Géorgie                    | 0-1 |     |     |     |
| 3    | France    | 2   | 3 | 0 | 2 | 1 | 3  | 6  | -3   |  | France                     |     | 1-1 |     | 2-2 |
| 4    | Islande   | 1   | 3 | 0 | 1 | 2 | 2  | 4  | -2   |  | Islande                    | 0-1 | 0-1 |     |     |

### Groupe B
Les matches ont lieu à Lendava et Maribor les 4, 7 et 10 mai.
| Rang | Équipe   | Pts | J | G | N | P | Bp | Bc | Diff |  | Résultats (▼ dom., ► ext.) |     |     |     |     |
| ---- | -------- | --- | - | - | - | - | -- | -- | ---- |  | -------------------------- | --- | --- | --- | --- |
| 1    | Pays-Bas | 5   | 3 | 1 | 2 | 0 | 3  | 1  | +2   |  | Pays-Bas                   |     | 0-0 | 0-0 |     |
| 2    | Pologne  | 5   | 3 | 1 | 2 | 0 | 2  | 1  | +1   |  | Pologne                    |     |     | 1-0 |     |
| 3    | Belgique | 4   | 3 | 1 | 1 | 1 | 3  | 2  | +1   |  | Belgique                   |     |     |     | 3-1 |
| 4    | Slovénie | 1   | 3 | 0 | 1 | 2 | 3  | 7  | -4   |  | Slovénie                   | 1-3 | 1-1 |     |     |

## Tableau final
|  | Demi-finales                        | Demi-finales                        |           |       | Finale                              | Finale                              |
|  | Demi-finales                        | Demi-finales                        |           |       | Finale                              | Finale                              |
|  |                                     |                                     |           |       |                                     |                                     |
|  | 13 mai, Stadion Stožice (Ljubljana) | 13 mai, Stadion Stožice (Ljubljana) |           |       | 16 mai, Stadion Stožice (Ljubljana) | 16 mai, Stadion Stožice (Ljubljana) |
|  | 13 mai, Stadion Stožice (Ljubljana) | 13 mai, Stadion Stožice (Ljubljana) |           |       | 16 mai, Stadion Stožice (Ljubljana) | 16 mai, Stadion Stožice (Ljubljana) |
|  | Allemagne                           | 1                                   |           |       | 16 mai, Stadion Stožice (Ljubljana) | 16 mai, Stadion Stožice (Ljubljana) |
|  | Allemagne                           | 1                                   |           |       | 16 mai, Stadion Stožice (Ljubljana) | 16 mai, Stadion Stožice (Ljubljana) |
|  | Pologne                             | 0                                   |           |       | 16 mai, Stadion Stožice (Ljubljana) | 16 mai, Stadion Stožice (Ljubljana) |
|  | Pologne                             | 0                                   | Allemagne | 1 (4) |                                     |                                     |
|  | 13 mai, Stadion Stožice (Ljubljana) |                                     | Allemagne | 1 (4) |                                     |                                     |
|  |                                     | Pays-Bas                            | 1 (5)tab  |       |                                     |                                     |
|  | Pays-Bas                            | Pays-Bas                            | 1 (5)tab  | 2     |                                     |                                     |
|  | Pays-Bas                            |                                     |           | 2     |                                     |                                     |
|  | Géorgie                             | 0                                   |           |       |                                     |                                     |
|  | Géorgie                             | 0                                   |           |       |                                     |                                     |

### Demi-finales
| Dimanche 13 mai 2012 | Allemagne    | 1 – 0   | Pologne          | Stadion Stožice, Ljubljana                     |                                                |
| 17h30 (HEC)          | Goretzka 34e | (1 – 0) | Łasicki 78e, 80e | Spectateurs : 1 629 Arbitrage : Emir Alecković | Spectateurs : 1 629 Arbitrage : Emir Alecković |
| 17h30 (HEC)          | Rapport      |         |                  | Spectateurs : 1 629 Arbitrage : Emir Alecković | Spectateurs : 1 629 Arbitrage : Emir Alecković |

| Dimanche 13 mai 2012 | Pays-Bas                 | 2 – 0   | Géorgie             | Stadion Stožice, Ljubljana                   |                                              |
| 20h30 (HEC)          | Hendrix 79e · Haye 80+2e | (0 – 0) | Tchanturia 15e, 16e | Spectateurs : 1 500 Arbitrage : Marius Avram | Spectateurs : 1 500 Arbitrage : Marius Avram |
| 20h30 (HEC)          | Rapport                  |         |                     | Spectateurs : 1 500 Arbitrage : Marius Avram | Spectateurs : 1 500 Arbitrage : Marius Avram |

### Finale
| Mercredi 16 mai 2012 | Allemagne                                | 1 – 1             | Pays-Bas                                               | Stadion Stožice, Ljubljana                     |                                                |
| 18h00 (HEC)          | Goretzka 45e                             | (0 – 0)           | Acolatse 80+1e                                         | Spectateurs : 11 674 Arbitrage : Ivan Kružliak | Spectateurs : 11 674 Arbitrage : Ivan Kružliak |
| 18h00 (HEC)          | Sarr · Werner · Itter · Stendera · Kempf | Tirs au but 4 – 5 | Huser · Aké · Acolatse · Hendrix · Trindade de Vilhena | Spectateurs : 11 674 Arbitrage : Ivan Kružliak | Spectateurs : 11 674 Arbitrage : Ivan Kružliak |

## Statistiques

### Buteurs
3 buts
- Max Meyer

2 buts
- Leon Goretzka

1 but
| - Max Dittgen - Marc Stendera - Tuur Dierckx - Pieter Gerkens - Siebe Schrijvers - Mohamed Chemlal - Thomas Lemar - Anthony Martial | - Chiaber Chechelasvili - Dato Dartsimelia - Gunnlaugur Birgisson - Hjörtur Hermannsson - Elton Acolatse - Nathan Aké - Thom Haye - Jorrit Hendrix | - Jeroen Lumu - Rai Vloet - Vincent Rabiega - Mariusz Stępiński - Bian Paul Šauperl - Petar Stojanović - Luka Zahovič |

## Récompenses

### Joueur du tournoi
Meilleur buteur de cet Euro, l'Allemand Max Meyer est également désigné meilleur joueur de la compétition.

### «Talents de l'Euro»
Cette liste est établie par six observateurs de l'Euro, Tom Kell, Dan Ross, Grega Sever, Rok Šinkovc, Daniel Olkowicz et Vakhtang Bzikadze.
| Gardien - Oliver Schnitzler | Défenseurs - Hjörtur Hermannsson - Gracjan Horoszkiewicz - Sébastien Locigno - Otar Kakabadze | Milieux - Nathan Aké - Dino Hotić - Thom Haye - Mohamed Chemlal | Attaquant - Max Meyer |